# Beyond the Law
Pour plus de détails, voir Fiche technique et Distribution.
Beyond the Law est un film d'action américain réalisé par James Cullen Bressack, sorti en 2019. Il met en vedettes dans les rôles principaux Steven Seagal, Johnny Messner, DMX et Bill Cobbs. Le film suit un ancien détective qui jure de venger la mort de son fils et finit par s’attaquer à la mafia locale.
Le film est sorti en VOD et en salles (de façon limitée) le 6 décembre 2019,,. Le DVD est sorti le 14 janvier 2020. Il marque également les retrouvailles de Seagal et DMX qui avaient déjà collaboré pour Hors limites en 2001. Beyond the Law était la dernière apparition cinématographique de DMX avant sa mort en avril 2021.

## Synopsis
Frank Wilson (Johnny Messner) espérait initialement garder son fils Chance en sécurité, et à l’abri des ennuis, en déménageant à la campagne après la mort de sa femme. Croyant que la vie en dehors de la grande ville n’est pas une vie du tout, Chance retourne en ville contre la volonté de son père. Le jeune homme tombe dans une vie de corruption et devient impliqué avec des gangsters dirigés par Desmond Packard (Zack Ward). Pendant son séjour en ville, Chance a acquis une réputation bien connue pour le jeu, pariant souvent plus que ce qu’il peut se permettre de payer. Une nuit, après avoir joué au club de Packard, l’appartement de Chance est envahi par Packard et ses hommes. Incapable de fournir l’argent qu’il lui doit, Chance est brutalement battu et abattu par Packard.
Le détective de police Ray Munce (DMX) est appelé sur les lieux du meurtre. Par la suite, il localise la résidence de Frank Wilson par l’intermédiaire de l’ami et voisin le plus proche de Frank, M. Swilley (Bill Cobbs). Le détective informe Frank du meurtre de son fils et Frank se lance dans une quête de justice pour son fils. Il reçoit la visite d’une collègue nommée Ashley Millet, anciennement employée au bureau de D.A., qui lui offre son soutien. Pendant ce temps, la nouvelle du meurtre de Chance parvient rapidement à la mafia locale. Le patron Augustino « Finn » Adair (Steven Seagal) est mécontent d’apprendre que Packard a tué le « fils d’un flic ». Pour aggraver les choses, Frank Wilson n’est pas simplement un ancien flic vivant retiré, mais un homme que Boss Adair connaît personnellement comme étant « l’un des flics les plus vaches » de la ville, et qui doit être acheté ou éliminé.
Alors que Wilson retourne vivre en ville, il rencontre Charlotte (Saxon Sharbino) qui était la petite amie de Chance et une employée de l’un des clubs fréquemment visités par Chance. Malgré son affirmation selon laquelle Chance a développé une mauvaise réputation en tant que joueur avec une dette excessivement élevée, Frank découvre que Charlotte a volé l’argent que Chance devait à Packard. Elle avoue qu’elle voulait quitter la ville avec Chance, mais elle n’a pas pu le convaincre. Frank la blâme et la tient responsable de la mort de son fils pour le reste de sa vie. Frank confronte également Packard lui-même et jure qu’il obtiendra justice pour la mort de son fils. Il est révélé plus tard que Munce est un flic corrompu, travaillant comme informateur pour la mafia d’Adair. Munce révèle l’emplacement de Frank à Packard, qui envoie alors une équipe de tueurs. Frank élimine la plupart des tueurs avant d’être blessé. Munce visite l’hôpital où Frank est en convalescence et rencontre les amis de Frank, Swilley et Ashley.
Pendant ce temps, Boss Adair et Packard se disputent, car Adair condamne la conduite de Packard et le blâme pour avoir mis en danger leur famille mafieuse avec le meurtre injustifié de Chance. Packard élabore un plan pour prendre le contrôle de la famille mafieuse avec le bras droit de son « père ». Cependant, la conspiration est rapidement découverte et Adair tue son bras droit en guise de punition. Pendant ce temps, Munce informe Packard de la présence des deux amis les plus proches de Frank. Packard entreprend de faire taire Swilley. Munce tente de faire tuer Frank par d’autres flics corrompus pendant sa sortie de l’hôpital. L’embuscade échoue. Peu après, Frank rencontre et tue Munce après qu’il a admis être corrompu. Frank se rend au quartier général de Packard où il l’affronte et le tue, mais il est blessé par l’un des hommes de Packard. Peu de temps après, le patron Adair attend Frank. Il sait maintenant qu’il doit le tuer pour protéger son opération mafieuse et son héritage. Les deux se battent, mais Adair maîtrise facilement Frank blessé et lui tire dessus. La police répond à un appel au 9-1-1 sur le téléphone de Frank alors que Frank mourant sourit avec satisfaction en apprenant qu’Adair sera emprisonné à vie.
Les derniers moments du film suivent Charlotte qui s’est cachée dans un hôtel. Elle lit un bulletin d’information de dernière minute sur son smartphone rapportant l’arrestation et l’interrogatoire de Boss Adair pour les meurtres de Frank Wilson et du détective Munce. Craignant d’être inquiétée pour son implication, Charlotte tente de fuir pour sauver sa vie, mais elle est interceptée par l’une des associées d’Adair, munie d’une arme à feu.

## Distribution
- Steven Seagal : Augustino « Finn » Adair
- Johnny Messner : Frank Wilson
- DMX : Détective Ray Munce
- Zack Ward : Desmond Packard[6].
- Bill Cobbs : Swilley
- Jeff M Hill : Barrigan
- Randy Charach : « Fitzy »
- Kim DeLonghi : Ashley Millet
- Chester Rushing : Chance Wilson
- Sean Kanan : Delahunt
- Saxon Sharbino : Charlotte Bayles
- Yulia Klass : Karina
- Ken Garito : Ed
- Mike Ferguson : « Jynx »
- Patrick Kilpatrick : Terrance
- Gordon Woloson : Apartment Manager
- Johnny Goodluck : T-Bone
- Fre$h : DD[7].

## Réception critique
Beyond the Law recueille un score d’audience de 17% sur Rotten Tomatoes.